# Angriff auf die Marshall- und Gilbertinseln
Der Angriff auf die Marshall- und Gilbertinseln war die erste Offensivaktion der US-amerikanischen Marine im Pazifikkrieg, um den weiteren Vormarsch der Japaner in Richtung Osten zumindest zu verlangsamen. Angriffsziele waren bestimmte Inseln der schon vor dem Krieg japanisch kontrollierten Marshallinseln und der von ihnen im Pazifikkrieg eroberten Gilbertinseln im Osten von Mikronesien.
Die Einsatzgruppe mit zwei Flugzeugträgern, fünf Kreuzern und elf Zerstörern startete am 21. Januar 1942 und erreichte ihr Ziel am 27. Januar. Die Flotte wurde aufgeteilt und begann am 1. Februar mit einem Artilleriebeschuss von den Schiffen aus sowie Flugzeugattacken der Träger auf die japanischen Stützpunkte. Japanische Gegenangriffe verursachten kleinere Schäden auf einem amerikanischen Träger und einem Kreuzer. Als Folge der Angriffe zogen die Japaner zunächst ihre Flugzeugträger in die heimischen Gewässer zurück.

## Planung
Umfangreiche Beobachtungen der vorrückenden japanischen Streitmacht im Pazifik ließen Anfang Januar 1942 das Oberkommando der US-Flotte unter Admiral Ernest J. King zu der Entscheidung kommen, die Nachschublinie zwischen der US-Westküste und Australien besser zu schützen und dazu auch Gegenangriffe auf japanische Installationen auszuführen.
U-Boot- und andere geheimdienstliche Aufklärungen zeigten, dass die japanische 4. Flotte Truk als Basis genommen hatte und durch je eine Träger- und Kreuzerdivision verstärkt worden war. Zudem lagen viele japanische Unterseeboote in Basen auf den Marshallinseln. Deren Hauptquartier wurde auf Jaluit ausgemacht. Der Operationsradius der U-Boote weitete sich in den östlichen Pazifikraum bis nach Hawaii aus. Auch Angriffe von Kreuzern, Zerstörern und umgebauten japanischen Handelsschiffen in der Gruppe der Gilbertinseln deutete auf weitere östliche Vorstöße hin. Makin war schon am 9. Dezember 1941 von japanischen Landungstruppen ohne Gegenwehr besetzt worden. Dort hatten sie eine Basis für Flugboote (→ Kawanishi H6K) aufgebaut. Aufklärungen ergaben auch Hinweise auf den Ausbau eines Flugfeldes auf der Insel.

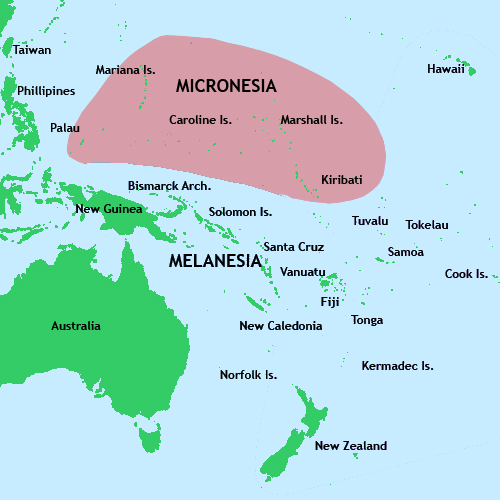
Karte von Mikronesien. Im Osten liegen die Marshallinseln und die Gilbertinseln (hier als Kiribati eingetragen, dessen wichtigste Inselgruppe sie darstellen)

Am 2. Januar empfahl der Stab um Nimitz einen Schlag gegen die Marshall- und Gilbertinseln, doch Vizeadmiral William S. Pye wollte zuerst Truppen nach Amerikanisch-Samoa verlegen, um einen Vorstoß der Japaner in diese Richtung zu unterbinden. Beide Seiten kamen überein, mit zwei Flugzeugträgern die Überfahrt von US-Marines nach Amerikanisch-Samoa zu begleiten, während ein dritter Träger Wake angreifen und der vierte im Pazifik befindliche Träger Hawaii schützen sollte. Im Anschluss an die Samoa-Operation sollten beide Träger die Marshall- und Gilbertinseln attackieren. Obwohl Nimitz selbst den Plan befürwortete, waren einige seiner Stabsmitglieder dagegen. Hauptgründe waren die Nichtverfügbarkeit der beim Angriff auf Pearl Harbor verlorenen Schlachtschiffe und dass man die Träger nicht bei einem möglichen Gegenschlag der Japaner verlieren wollte. Erst als Admiral Halsey am 7. Januar mit der Enterprise nach Oʻahu zurückkehrte und sofort das Wort auf Nimitz' Seite ergriff, stimmten auch die anderen Stabsmitglieder zu.

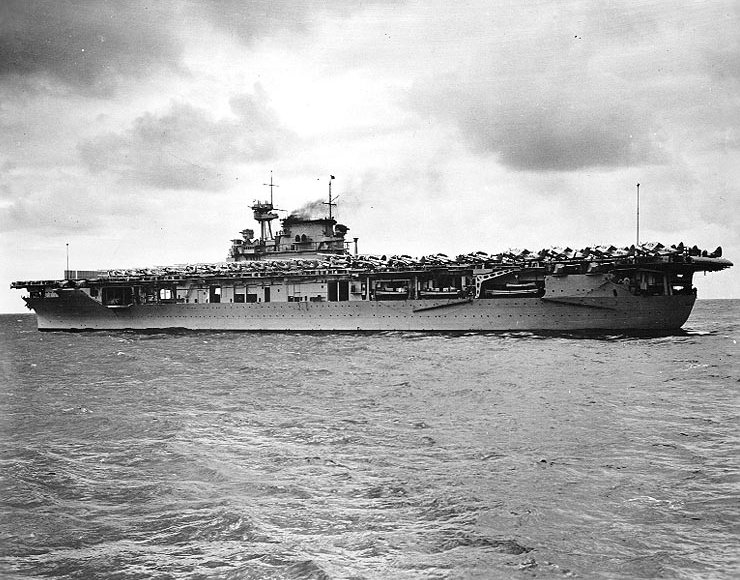
Die Enterprise

Die Marschbefehle ergingen am 9. Januar. Die Task Force 8 (TF8) mit der Enterprise war als Eskorte für die Yorktown nach Amerikanisch-Samoa vorgesehen. Beide sollten anschließend die Marshall- und Gilbertinseln angreifen. Die Lexington war für den Angriff auf Wake und die Saratoga als Schutz für Hawaii vorgesehen.

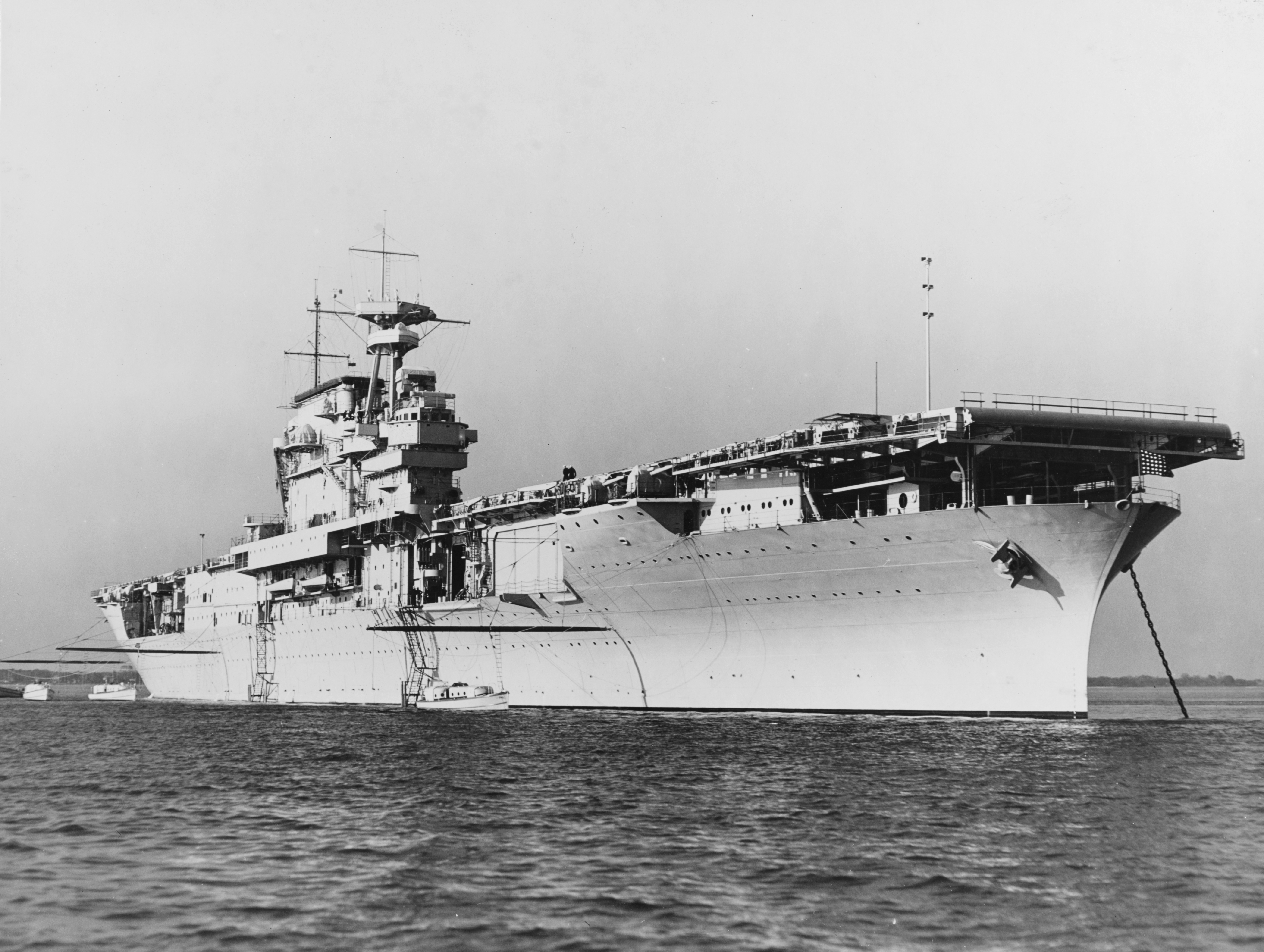
Die Yorktown

Als Ziele für den Angriff auf die Marshall- und Gilbertinseln mittels Schiffsartillerie und trägergestützten Kampfflugzeugen wurden insbesondere gegnerische Schiffe und Flugzeuge genannt. Weiterhin sollten die von den Japanern installierten Kraftstofftanks, Funkstationen und Küstenbatterien auf den Inseln ausgeschaltet werden. Sollten Truppenkonzentrationen und größere Nachschublager entdeckt werden, wären auch diese anzugreifen. Am 25. Januar sollten die beiden Einsatzgruppen von Amerikanisch-Samoa aus den Einsatz starten.

## Die japanischen Verteidiger
Die Marshallinseln waren im Ersten Weltkrieg von den Japanern erobert worden. Nach dem Krieg wurde Japan im Rahmen des japanischen Südseemandats 1919 vom Völkerbund offiziell mit der Verwaltung der Inseln betraut. 1933 trat das Japanische Reich aus dem Völkerbund aus, wodurch auch alle Verpflichtungen der Mandatsmacht gegenüber dem Völkerbund obsolet wurden. Ab den 1930er Jahren wurde das Mandatsgebiet militarisiert. Ab dieser Zeit entstanden dort Militärbasen. Auf Kwajalein wurde kurz vor Kriegsbeginn ein Teil der 4. Flotte unter Admiral Shigeyoshi Inoue stationiert. Sie unterhielt dort auch eine Basis für Unterseeboote.

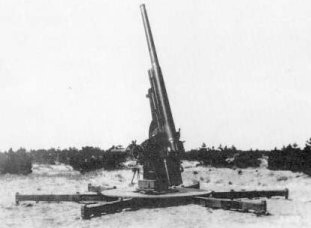
Japanisches Flakgeschütz

Am 7. Dezember 1941, dem Angriffstag auf Pearl Harbor, landeten die Japaner auch auf den benachbarten Gilbertinseln, die ab dem 10. Dezember vollständig in ihrer Hand waren. Im Makin-Atoll etablierten die Japaner eine Basis für Wasserflugzeuge.
Zur Verteidigung der Marshallinseln hatten die Japaner Teile der 24. Luftflottille unter Konteradmiral Gotō Eiji dorthin verlegt. Die Flugzeuge waren auf die verschiedensten Inseln verteilt worden. Insgesamt befanden sich 33 Kampfflugzeuge, neun Bomber und neun Flugboote dort. Die verbleibenden Einheiten der 24. Luftflottille, im Besonderen die weiteren Bomber, waren weiter südlich auf Truk und in Rabaul stationiert. Die Flugfelder selbst waren mit kleineren Flugabwehrkanonen geschützt und an einigen Stränden hatten die Japaner Küstenbatterien errichtet.

## Ausführung
Nachdem am 24. Januar alle 5000 Marines auf Amerikanisch-Samoa abgesetzt worden waren, stachen die beiden Einsatzgruppen am Folgetag in Richtung der Marshallinseln, die etwa 5000 km entfernt liegen, in See.

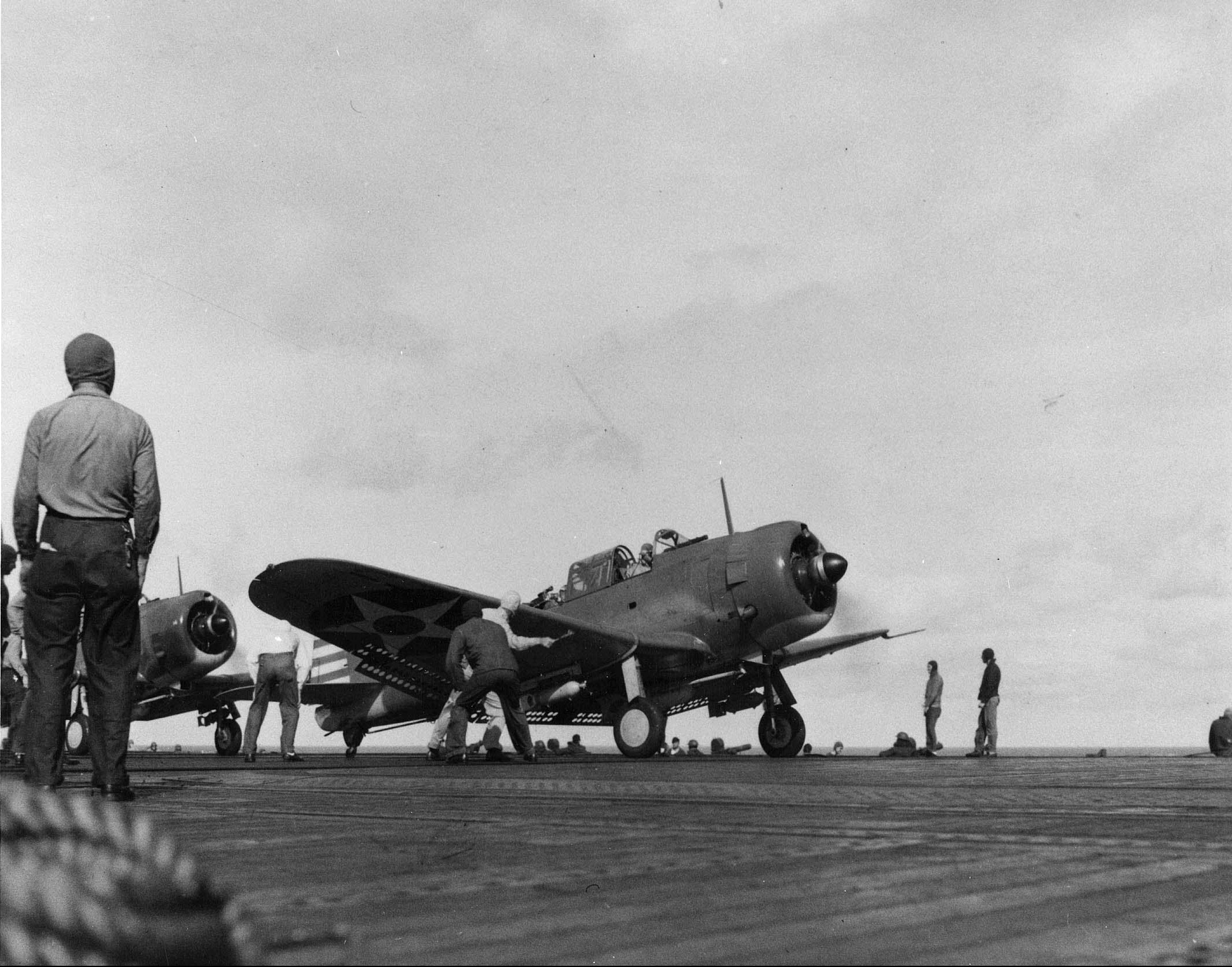
Ein SBD-2 Dauntless Sturzkampfbomber auf der USS Enterprise wird für den ersten Angriff vorbereitet.

An Bord der USS Enterprise wurden unterdessen die detaillierten Angriffspläne für die einzelnen Inseln ausgearbeitet und auf die beiden Einsatzgruppen verteilt. Die Task Force HOW erhielt die Ziele Wotje und Taroa im Maloelap-Atoll, die Task Force FOX Makin in den Gilbertinseln sowie Jaluit und Mili in den südlichen Marshallinseln. Nach neuerlichen Meldungen des U-Boots USS Dolphin, bei denen vorherige Vermutungen über starke Küstenverteidigungen der Marshallinseln widerlegt werden konnten, wurde Kwajalein noch der Task Force HOW zugeordnet. Das Risiko dabei bestand darin, dass die USS Enterprise nun sehr nah an den feindlichen Basen auf Wotje und Taroa operieren musste.
Am 31. Januar (bei der Überquerung der Datumsgrenze von der westlichen zur östlichen Hemisphäre wurde ein ganzer Tag übersprungen) gegen 3:00 Uhr begannen auf den Schiffen die Vorbereitungen für die ersten, simultan auszuführenden Luftangriffe.

### Task Force HOW
Um 6:30 Uhr befand sich die gesamte erste Staffel der USS Enterprise in der Luft und nahm Kurs auf Roi-Namur im Kwajalein-Atoll. Die Staffel setzte sich aus 37 Scoutbombern, neun Torpedobombern und sechs Jagdflugzeugen zusammen. Bedingt durch das neblige Wetter kurz vor Sonnenaufgang und die mitgeführten, veralteten Karten, hatten die Piloten Schwierigkeiten, Roi in der Atollkette zu identifizieren, was aber um 7:05 Uhr gelang. Zu dieser Zeit startete schon die zweite Staffel von der USS Enterprise.

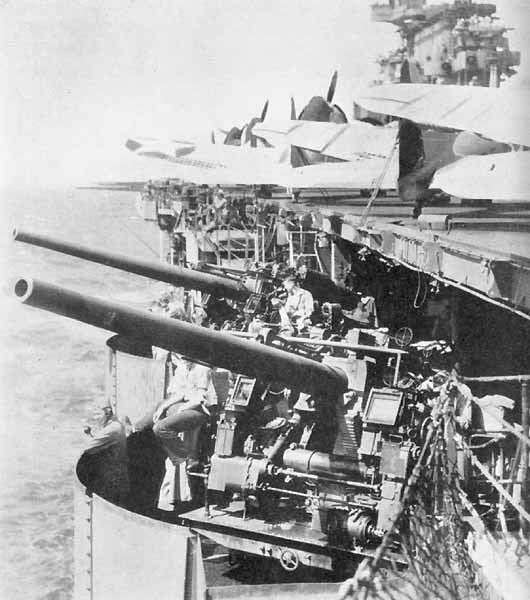
5-Zoll-Mehrzweckgeschütze an der hinteren Backbordseite der USS Enterprise.

Unterdessen begannen die Kreuzer und Zerstörer der Task Force mit dem Küstenbeschuss der Inseln Wotje und Taroa.
Die Zielfindung auf Roi war jedem Piloten selbst überlassen worden, da keinerlei aktuelle Informationen darüber vorlagen. Nach dem ersten Überflug begannen die japanischen Flugabwehrgeschütze, auf die amerikanischen Maschinen zu feuern, die im zweiten Anflug die ersten ausgemachten Ziele beschossen und ihre mitgeführten Bomben abwarfen. Dabei richteten sie Schäden an der Landebahn des Flugfeldes an und zerstörten ein Munitionsdepot, zwei Hangars und eine Funkstation. Den Japanern war es aber gelungen, einige Jagdflugzeuge zu starten, die die Verfolgung der Angreifer aufnahmen und versuchten sie abzufangen, was ihnen aber nicht gelang.
Auf Kwajalein sichteten die anfliegenden Piloten der zweiten Staffel einen japanischen Kreuzer und mehrere Transportschiffe vor Anker. Ohne viel Gegenwehr erzielten sie einige Treffer und sahen beim Abflug zwei Transporter sinken. Auf Taroa wurde von den Piloten ein neu angelegtes, voll funktionsfähiges Flugfeld entdeckt. Die dort aufgereihten japanischen Bomber wurden umgehend bombardiert, jedoch gelang es nur, einen in Brand zu setzen. Weitere waren allerdings vom Maschinengewehrfeuer irreparabel beschädigt worden. Den Japanern gelang es aber, einige Jäger zu starten, so dass die amerikanischen Flugzeuge in Luftkämpfe verwickelt wurden. Trotz ihrer relativen Unerfahrenheit konnten die Amerikaner mindestens eine japanische Maschine abschießen und den anderen entkommen.
Nachdem die Staffeln von ihren Einsätzen zurückgekehrt waren und neu aufgetankt und bewaffnet wurden, intensivierten die amerikanischen Schiffe ihr Küstenbombardement der Inseln. Das Feuer wurde in der Folge auch auf auslaufende japanische Schiffe gelenkt.
Weitere Luftschläge flogen die Jagdflugzeuge und Bomber der USS Enterprise bis zum Mittag des Tages gegen Taroa und Wotje. Auf Taroa standen die meisten japanischen Flugzeuge immer noch am Boden, so dass etliche von ihnen zerstört werden konnten.

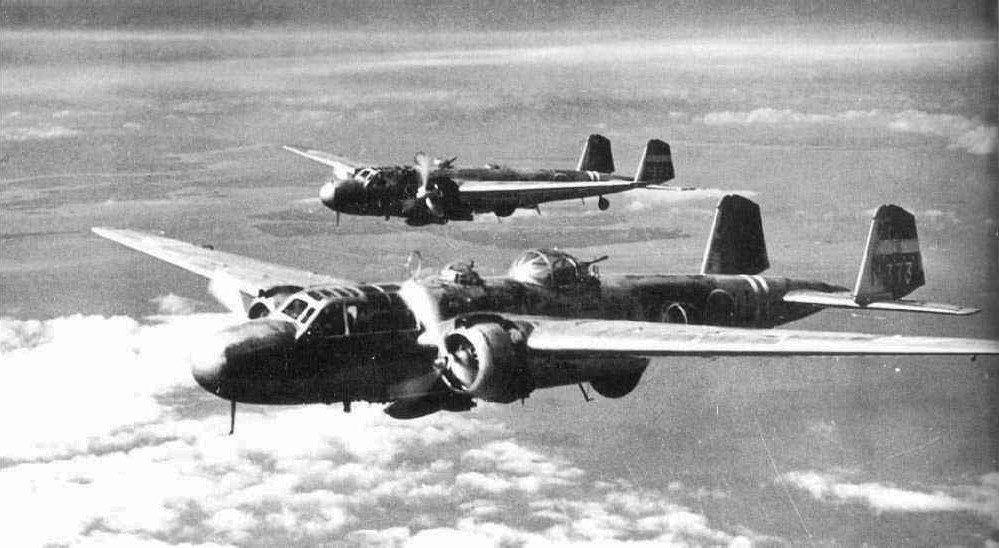
Zwei G3M-Bomber (Codename „Nell“).

Am frühen Nachmittag lief die USS Enterprise mit 30 kn auf Nordkurs. Vorerst blieb ein erwarteter japanischer Gegenschlag aus. Gesichtete gegnerische Maschinen verursachten zwar öfters Alarm, aber kamen nicht in Reichweite der Bordgeschütze. Erst um 13:30 Uhr erreichten fünf Mitsubishi G3M Bomber den Träger. Vier eigene Jäger konnten sie nicht aufhalten, da sie in größerer Höhe in den Wolken verschwanden. Erst kurz vor Erreichen der USS Enterprise stießen sie wieder aus den Wolken hervor. Das sofort einsetzende Abwehrfeuer verhinderte zwar einen direkten Treffer auf dem Flugzeugträger, jedoch verursachte eine nahe Explosion im Innern des Trägers den Riss einer Treibstoffleitung und dadurch ein Feuer. Vier Bomber entkamen kurz darauf, aber der beschädigte fünfte riss im Sturzflug noch einige Heckteile einer geparkten Dauntless auf dem Flugdeck ab, bevor er ins Meer stürzte.
Einige Stunden später verfolgten zwei zur Deckung der USS Enterprise aufgestiegene Jäger ein nahendes japanisches Flugboot, das aber entkam. Die Eskorte des Trägers wurde etwas später aus großer Höhe bombardiert, ohne Schäden zu erleiden. Kurz nach 19:00 Uhr waren wieder alle Flugzeuge auf der USS Enterprise gelandet, und der Träger nahm mit seiner Geleitflotte Kurs Richtung Nordwest. Weitere Gegenschläge der Japaner erfolgten nicht.

### Task Force FOX
Der Zielpunkt für die Schiffe der Task Force FOX lag zwischen den Marshall- und Gilbertinseln und war so gewählt, dass Ziele in beiden Inselgruppen angegriffen werden konnten.
Die ersten Kampfflugzeuge wurden gegen 5:17 Uhr mit Ziel Jaluit gestartet. Die Gruppe bestand aus 17 Scout-Bombern und 11 Torpedobombern. Durch das zu dieser Zeit schlechte Wetter verloren sich Teile der Gruppe, als sie über der USS Yorktown kreisten, um sich zu sammeln. Damit verzögerte sich nicht nur der Abflugzeitpunkt, sondern auch der zur Verfügung stehende Treibstoff war anders berechnet worden.

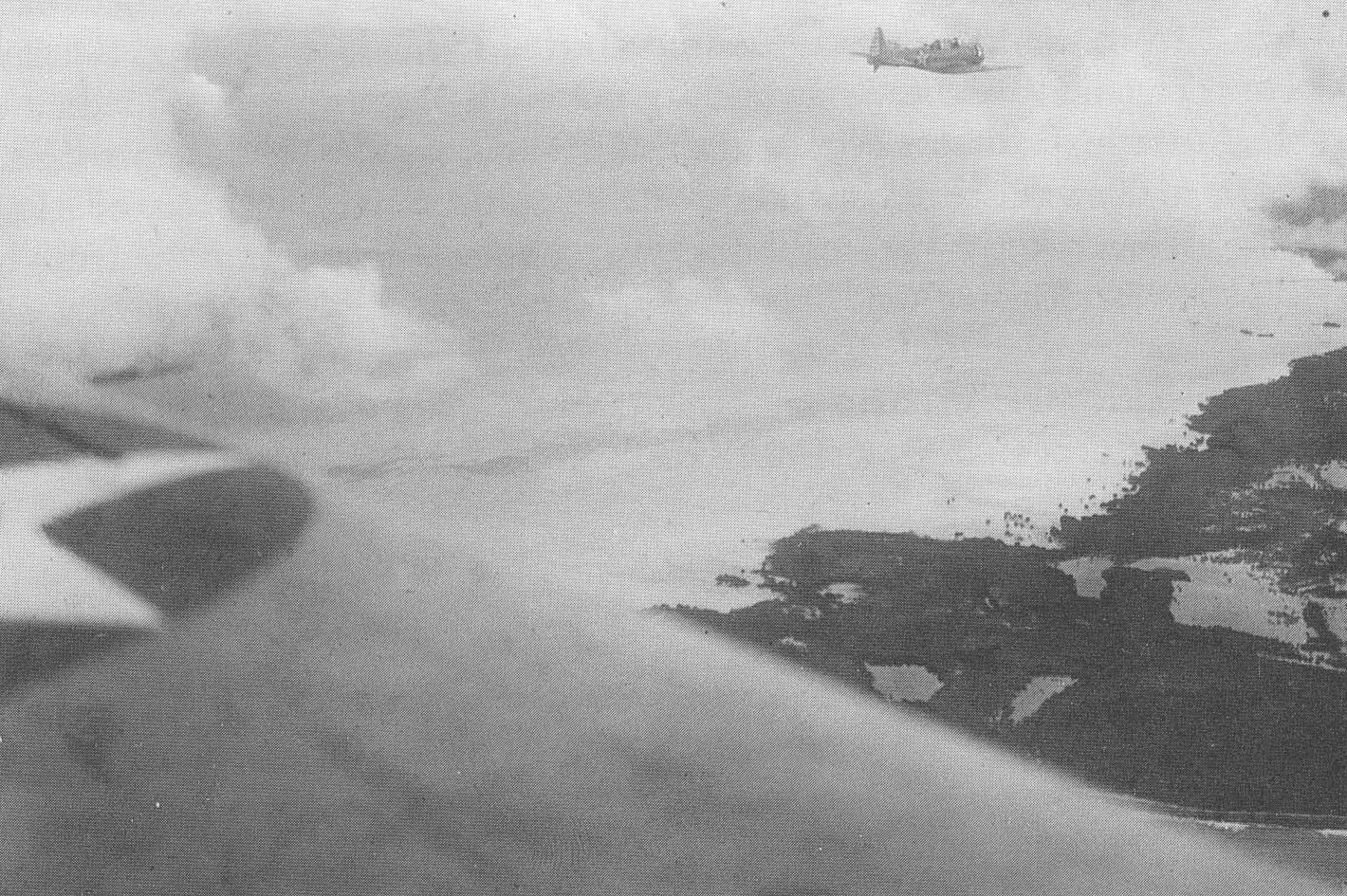
Sturzkampfbomber der USS Yorktown über Makin.

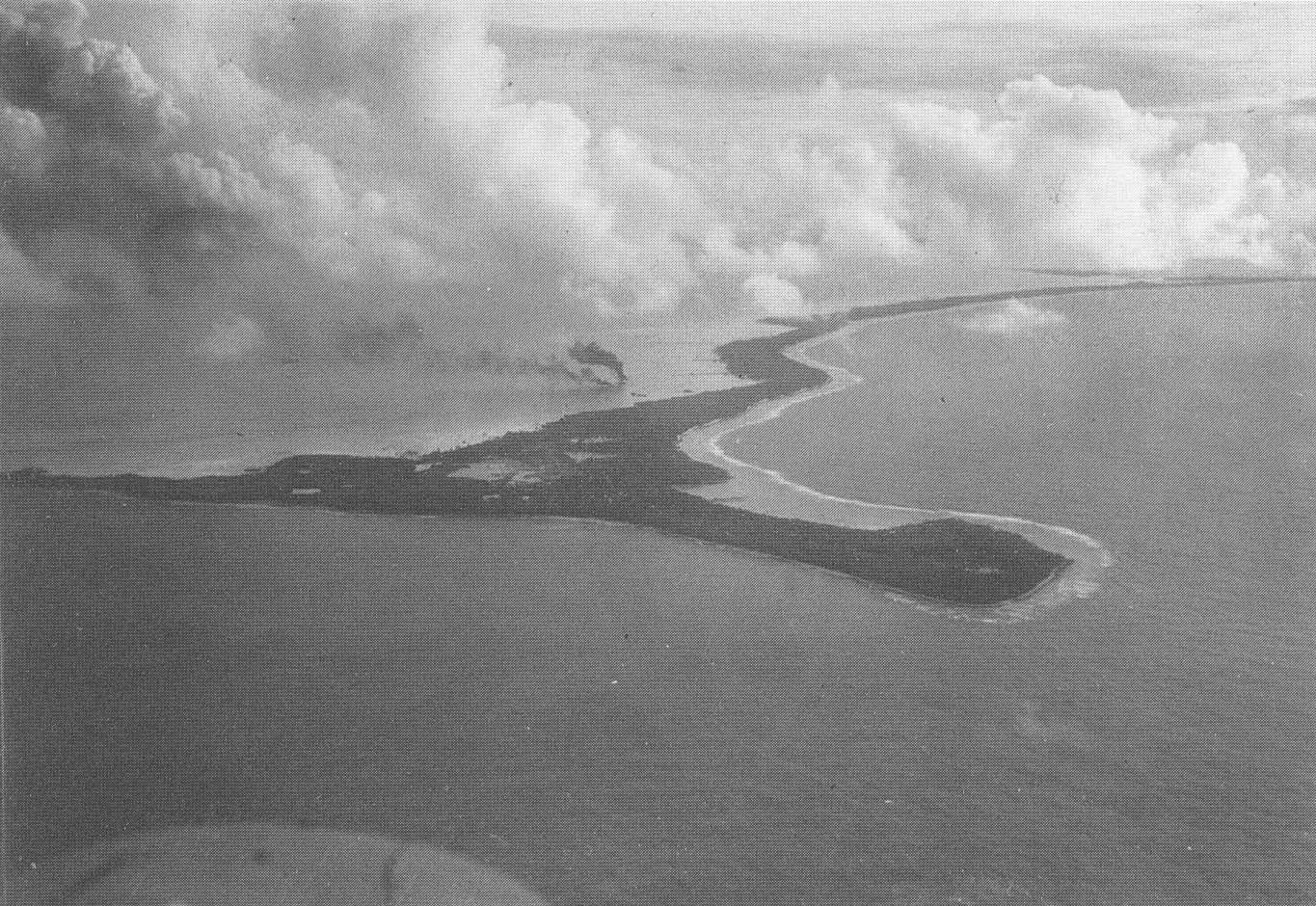
Auf Makin brennen zwei Kawanishi-Flugboote nach dem Angriff.

Die Flugzeuge erreichten Jaluit um 6:30 Uhr und gerieten während des Anflugs in heftigen Regen und starken Sturm. Doch ab etwa 7:00 Uhr wurde die erste Attacke gegen den Hafen gestartet. Ein dort liegender Frachter wurde im Heckbereich getroffen, und weitere kleinere Einheiten erhielten Treffer. Durch das schlechte Wetter war es den Piloten aber kaum möglich, die angerichteten Schäden adäquat zu begutachten. Die Basis für die Flugboote war anschließend das nächste Ziel. Nachdem einige Gebäude und Unterstände beschossen worden waren, machten die Piloten ein kleineres vor Anker liegendes Schiff aus, das ebenfalls etliche Treffer erhielt. Während der Attacke wurde so gut wie keine gegnerische Abwehr beobachtet, doch durch das sehr schlechte Wetter und Treibstoffmangel waren sechs eigene Flugzeuge verlorengegangen.
Neun Scout-Bomber waren nach der ersten Gruppe um 5:44 Uhr in Richtung Makin abgedreht. Dort sichteten sie gegen 6:30 Uhr bei ebenfalls schlechtem Wetter einen Wasserflugzeugtender und zwei Flugboote. Die Gruppe beschloss, alle Bomben auf diese Ziele zu konzentrieren. Der Tender wurde nach dem ersten Anflug sofort in Brand bombardiert, und die beiden Flugboote erhielten etliche Treffer durch die Bordgeschütze. Auf dem Tender war ein kleinkalibriges Flakgeschütz montiert, mit dem die Japaner versuchten, einige Treffer bei den Angreifern zu erzielen, was ihnen aber nicht gelang. Ein weiteres Ziel für die Bomber der USS Yorktown war ein kleiner dort vor Anker liegender Schleppkahn. Auf Makin konnten keinerlei Abwehrbefestigungen und Flakgeschütze ausgemacht werden. Kurz darauf nahmen die Bomber wieder Kurs auf die USS Yorktown.
Die Bombardierungen auf Mili begannen um 7:20 Uhr, nachdem die fünf von der USS Yorktown gestarteten Scout-Bomber zuerst die Lage dort ausgekundschaftet hatten. Da sie keinerlei Flugabwehrgeschütze oder andere militärischen Einrichtungen erkennen konnten, entschlossen sie sich, die dort ausgemachten Lagerhäuser und einen größeren Wassertank anzugreifen. Die verursachten Schäden waren aber nur leicht.
Die USS Yorktown selbst konnte einen angreifenden japanischen Bomber mit ihren Bordgeschützen auf Distanz halten, der dann von zwei zurückkehrenden Kampfflugzeugen abgeschossen wurde. Kurz darauf drehte die USS Yorktown ab und nahm Fahrt Richtung Nordwest auf.

## Folgen
Nach Kriegsende stellten sich die bei diesem Angriff angerichteten Schäden als deutlich geringer heraus als ursprünglich angenommen, vor allem vor dem Hintergrund, dass die amerikanischen Zeitungen die Operation als das „japanische Pearl Harbor“ herausstellten. Die von den Piloten berichteten Zahlen an gesunkenen Schiffen mussten ungefähr halbiert werden.
Der eigentliche Erfolg lag nach Halseys Bericht nicht im Vergleich von gegnerischen und eigenen Verlusten, sondern im Lerneffekt für die Piloten und Staffelführer und der Erkenntnis über die schlechte Trefferquote der schiffseigenen Flugabwehr. Über die japanischen Jagdflugzeuge wurde berichtet, dass sie bei koordinierter Abwehr von zwei bis drei SBDs schnell aufgaben.
Das japanische Oberkommando zeigte sich angesichts des amerikanischen Vorstoßes überrascht und zog in der Folge zunächst die größeren Einheiten wie Flugzeugträger und Schlachtschiffe in einheimische Gewässer zurück. Die meisten wurden allerdings zu diesem Zeitpunkt des Krieges in Südostasien bei den Aktionen gegen Niederländisch-Ostindien und den angrenzenden Inseln eingesetzt (→ Japanische Invasion Südostasiens).

## Zusammensetzung
Die beiden Einsatzgruppen setzten sich wie folgt zusammen:

### Task Force HOW
Kommando: Admiral Halsey
Trägergruppe
- Enterprise, Captain George D. Murray – Flaggschiff der Task Force
- Ralph Talbot, Commander Ralph Earle Jr.
- Blue, Commander Harold N. Williams
- McCall, Commander Frederick Moosbrugger

Angriffsgruppe für Wotje unter Konteradmiral Raymond A. Spruance:
- Northampton, Captain William D. Chandler – Flaggschiff
- Salt Lake City, Captain Ellis M. Zacharias
- Dunlap, Lieutenant Commander Virginius R. Roane

Angriffsgruppe für Maloelap unter Captain Thomas M. Shock:
- Chester, Captain Shock – Flaggschiff
- Balch, Commander Charles J. Rend
- Maury, Lieutenant Commander Elmer D. Snare

Betankung
- Platte, Captain Ralph H. Henkle
- Craven, Lieutenant Commander Allen P. Calvert

### Task Force FOX
Kommando: Admiral Fletcher
Träger- und Angriffsgruppe
- Yorktown, Captain Elliott Buckmaster – Flaggschiff
- Hughes, Lieutenant Commander Donald J. Ramsey
- Sims, Lieutenant Commander Willford M. Hyman
- Russell, Lieutenant Commander Glenn R. Hartwig
- Walke, Lieutenant Commander Thomas E. Fraser
- Louisville, Captain Elliott B. Nixon
- St. Louis, Captain George A. Rood

Betankung
- Sabine, Commander Houston L. Maples
- Mahan, Lieutenant Commander Rodger W. Simpson